# 2018 en athlétisme
Cet article récapitule les faits marquants de l'année 2018 en athlétisme, les grandes compétitions de l'année, les records mondiaux et continentaux battus en 2018 et les décès d'athlètes survenus cette même année.

## Compétitions majeures

### Mondiales
- Championnats du monde en salle
- Championnats du monde juniors
- Championnats du monde de course en montagne
- Championnats du monde de course en montagne longue distance
- Ligue de diamant
- Championnats du monde de trail
- Championnats du monde de semi-marathon
- Jeux du Commonwealth
- Championnats du monde par équipes de marche
- Jeux méditerranéens
- Coupe du monde
- Coupe continentale
- Jeux olympiques de la jeunesse
- Championnats NACAC
- Championnats ibéro-américains

### Européennes
- Championnats d'Europe
- Coupe d'Europe des lancers
- Championnats d'Europe de course en montagne
- Championnats d'Europe de cross-country
- Championnats des Balkans en salle
- Coupe d'Europe du 10 000 mètres
- Championnats d'Europe jeunesse

### Asiatiques
- Championnats d'Asie en salle
- Championnats d'Asie juniors
- Jeux asiatiques

### Nord-Américaines
- Championnats des États-Unis en salle
- Championnats des États-Unis

### Sud-Américaines
- Jeux sud-américains

### Africaines
- Championnats d'Afrique de cross-country
- Championnats d'Afrique

## Records

### Records du monde
| Épreuve        | Athlète                     | Nation   | Performance    | Compétition                  | Lieu    | Date              |
| -------------- | --------------------------- | -------- | -------------- | ---------------------------- | ------- | ----------------- |
| Décathlon      | Kévin Mayer                 | France   | 9 126 points   | Décastar                     | Talence | 16 septembre 2018 |
| Marathon       | Eliud Kipchoge              | Kenya    | 2 h 01 min 39  | Marathon de Berlin           | Berlin  | 16 septembre 2018 |
| 100 kilomètres | Nao Kazami                  | Japon    | 6 h 9 min 14 s | Lake Saroma 100 km           | Saroma  | 24 juin 2018      |
| 3 000 steeple  | Beatrice Chepkoech          | Kenya    | 8 min 44 s 32  | Meeting Herculis             | Monaco  | 20 juillet 2018   |
| 5 kilomètres   | Caroline Chepkoech Kipkirui | Kenya    | 14 min 48 s    | Grand Prix de Prague (mixte) | Prague  | 8 septembre 2018  |
| Semi-marathon  | Netsanet Gudeta             | Éthiopie | 1 h 6 min 11 s | Semi-marathon de Valence     | Valence | 24 mars 2018      |

| Épreuve        | Athlète                                                      | Nation     | Performance   | Compétition                          | Lieu        | Date            |
| -------------- | ------------------------------------------------------------ | ---------- | ------------- | ------------------------------------ | ----------- | --------------- |
| 60 mètres      | Christian Coleman                                            | États-Unis | 6 s 34        | Championnats des États-Unis en salle | Albuquerque | 18 février 2018 |
| 4 × 400 mètres | Karol Zalewski Rafał Omelko Łukasz Krawczuk Jakub Krzewina   | Pologne    | 3 min 1 s 77  | Championnats du monde en salle       | Birmingham  | 4 mars 2018     |
| 4 × 800 mètres | Joseph MCasey Kyle Merber Chris Giesting Jesse Garn          | États-Unis | 7 min 11 s 30 |                                      | Boston      | 25 février 2018 |
| 4 × 800 mètres | Chrishuna Williams Raevyn Rogers Charlene Lipsey Ajeé Wilson | États-Unis | 8 min 5 s 89  | Millrose Games                       | New York    | 3 février 2018  |

### Records continentaux

#### Afrique
| Épreuve              | Athlète            | Nation         | Performance        | Compétition                                 | Lieu    | Date              |
| -------------------- | ------------------ | -------------- | ------------------ | ------------------------------------------- | ------- | ----------------- |
| Marathon             | Eliud Kipchoge     | Kenya          | 2 min 1 s 39       | Marathon de Berlin                          | Berlin  | 16 septembre 2018 |
| 200 mètres           | Blessing Okagbare  | Nigeria        | 22 s 04 (+0,5 m/s) |                                             | Abilene | 24 mars 2018      |
| 3 000 mètres steeple | Beatrice Chepkoech | Kenya          | 8 min 44 s 32      | Meeting Herculis                            | Monaco  | 20 juillet 2018   |
| 20 kilomètres marche | Grace Wanjiru      | Kenya          | 1 h 30 min 40 s    | Championnats militaires du Kenya            | Nairobi | 6 juin 2018       |
| 50 kilomètres marche | Natalie Le Roux    | Afrique du Sud | 4 h 48 min 0 s     | Championnats du monde de marche par équipes | Taicang | 5 mai 2018        |

| Épreuve             | Athlète         | Nation         | Performance    | Compétition                                        | Lieu       | Date            |
| ------------------- | --------------- | -------------- | -------------- | -------------------------------------------------- | ---------- | --------------- |
| Saut en longueur    | Luvo Manyonga   | Afrique du Sud | 8,44 m         | Championnats du monde en salle                     | Birmingham | 2 mars 2018     |
| 5 000 mètres marche | Hédi Teraoui    | Tunisie        | 19 min 39 s 92 | Meeting du Pas-de-Calais                           | Liévin     | 18 février 2018 |
| 60 mètres           | Murielle Ahouré | Côte d'Ivoire  | 6 s 97         | Championnats du monde en salle                     | Birmingham | 2 mars 2018     |
| 3 000 mètres marche | Tahani Ghazal   | Tunisie        | 14 min 13 s 46 | Championnats de France d'épreuves combinées/marche | Lyon       | 3 février 2018  |

#### Asie
| Épreuve          | Athlète                                                                        | Nation  | Performance                         | Compétition                        | Lieu            | Date                      |
| ---------------- | ------------------------------------------------------------------------------ | ------- | ----------------------------------- | ---------------------------------- | --------------- | ------------------------- |
| 100 mètres       | Su Bingtian                                                                    | Chine   | 9 s 91 (+0,2 m/s) 9 s 91 (+0,8 m/s) | Meeting de Madrid Meeting de Paris | Moratalaz Paris | 22 juin 2018 30 juin 2018 |
| 10 kilomètres    | Albert Rop                                                                     | Bahreïn | 27 min 44 s                         | Utrecht Singelloop                 | Utrecht         | 7 octobre 2018            |
| Marathon         | Suguru Ōsako                                                                   | Japon   | 2 h 5 min 50 s                      | Marathon de Chicago                | Chicago         | 7 octobre 2018            |
| 100 kilomètres   | Nao Kazami                                                                     | Japon   | 6 h 9 min 14 s                      | Lake Saroma 100 Kilometres         | Saroma          | 24 juin 2018              |
| 400 mètres haies | Abderrahman Samba                                                              | Qatar   | 46 min 98 s                         | Meeting de Paris                   | Paris           | 30 juin 2018              |
| 4 × 400 mètres   | Abderrahman Samba Mohamed Nasir Abbas Mohamed El Nour Mohamed Abdalelah Haroun | Qatar   | 3 min 0 s 56                        | Jeux asiatiques                    | Jakarta         | 30 août 2018              |

#### Europe
| Épreuve       | Athlète        | Nation      | Performance            | Compétition                                 | Lieu       | Date              |
| ------------- | -------------- | ----------- | ---------------------- | ------------------------------------------- | ---------- | ----------------- |
| 10 kilomètres | Julien Wanders | Suisse      | 27 min 25 s            | Corrida pédestre internationale de Houilles | Houilles   | 30 décembre 2018  |
| Marathon      | Mohamed Farah  | Royaume-Uni | 2 h 5 min 11 s         | Marathon de Chicago                         | Chicago    | 7 octobre 2018    |
| Décathlon     | Kevin Mayer    | France      | 9 126 points           | Décastar                                    | Talence    | 16 septembre 2018 |
| 5 000 mètres  | Sifan Hassan   | Pays-Bas    | 14 min 22 s 34         | Meeting international Mohammed-VI           | Rabat      | 13 juillet 2018   |
| Semi-marathon | Sifan Hassan   | Pays-Bas    | 1 h 5 min 15 s (mixte) | Semi-marathon de Copenhague                 | Copenhague | 16 septembre 2018 |

| Épreuve        | Athlète                                                    | Nation  | Performance  | Compétition                    | Lieu       | Date        |
| -------------- | ---------------------------------------------------------- | ------- | ------------ | ------------------------------ | ---------- | ----------- |
| 4 × 400 mètres | Karol Zalewski Rafał Omelko Łukasz Krawczuk Jakub Krzewina | Pologne | 3 min 1 s 77 | Championnats du monde en salle | Birmingham | 4 mars 2018 |

#### Amérique du Nord, Amérique centrale et Caraïbes
| Épreuve              | Athlète           | Nation     | Performance    | Compétition                   | Lieu           | Date            |
| -------------------- | ----------------- | ---------- | -------------- | ----------------------------- | -------------- | --------------- |
| 5 000 mètres         | Shelby Houlihan   | États-Unis | 14 min 34 s 45 | Nuit de l'athlétisme          | Heusden-Zolder | 21 juillet 2018 |
| Semi-marathon        | Molly Huddle      | États-Unis | 1 h 7 min 25 s | Semi-marathon de Houston      | Houston        | 14 janvier 2018 |
| 3 000 mètres steeple | Courtney Frerichs | États-Unis | 9 min 0 s 85   | Meeting Herculis              | Monaco         | 20 juillet 2018 |
| 10 000 mètres marche | Alegna González   | Mexique    | 44 min 13 s 88 | Championnats du monde juniors | Tampere        | 14 juillet 2018 |

| Épreuve         | Athlète                                                       | Nation     | Performance   | Compétition                                                         | Lieu                   | Date                        |
| --------------- | ------------------------------------------------------------- | ---------- | ------------- | ------------------------------------------------------------------- | ---------------------- | --------------------------- |
| 60 mètres       | Christian Coleman                                             | États-Unis | 6 s 34        | Championnats des États-Unis en salle                                | Albuquerque            | 18 février 2018             |
| 200 mètres      | Elijah Hall-Thompson                                          | États-Unis | 20 s 02       | Championnats NCAA en salle                                          | College Station        | 10 mars 2018                |
| 400 mètres      | Michael Norman                                                | États-Unis | 44 s 52       | Championnats NCAA en salle                                          | College Station        | 10 mars 2018                |
| 4 × 400 mètres  | Ilolo Izu Robert Grant Devin Dixon My'Lik Kerley              | États-Unis | 3 min 1 s 39  | Championnats NCAA en salle                                          | College Station        | 10 mars 2018                |
| 4 × 800 mètres  | Joseph MCasey Kyle Merber Chris Giesting Jesse Garn           | États-Unis | 7 min 11 s 30 |                                                                     | Boston                 | 25 février 2018             |
| 400 mètres      | Kendall Ellis                                                 | États-Unis | 50 s 34       | Championnats NCAA en salle                                          | College Station        | 10 mars 2018                |
| 60 mètres haies | Sharika Nelvis Kendra Harrison                                | États-Unis | 7 s 70        | Championnats des États-Unis en salle Championnats du monde en salle | Albuquerque Birmingham | 18 février 2018 3 mars 2018 |
| 4 x 200 mètres  | Kyra Jefferson Deajah Stevens Daina Harper Asha Ruth          | États-Unis | 1 min 32 s 67 |                                                                     | New York               | 27 janvier 2018             |
| 4 × 400 mètres  | Quanera Hayes Georganne Moline Shakima Wimbley Courtney Okolo | États-Unis | 3 min 23 s 85 | Championnats du monde en salle                                      | Birmingham             | 4 mars 2018                 |
| 4 × 800 mètres  | Chrishuna Williams Raevyn Rogers Charlene Lipsey Ajeé Wilson  | États-Unis | 8 min 5 s 89  | Millrose Games                                                      | New York               | 3 février 2018              |

#### Amérique du Sud
| Épreuve              | Athlète         | Nation   | Performance     | Compétition                              | Lieu         | Date            |
| -------------------- | --------------- | -------- | --------------- | ---------------------------------------- | ------------ | --------------- |
| 25 kilomètres        | Gladys Tejeda   | Pérou    | 1 h 25 min 53 s | Osaka International Ladies Marathon      | Osaka        | 28 janvier 2018 |
| 400 mètres haies     | Gianna Woodruff | Panama   | 55 s 60         | Jeux d'Amérique centrale et des Caraïbes | Barranquilla | 31 juillet 2018 |
| Heptathlon           | Evelis Aguilar  | Colombie | 6 285 points    | Jeux d'Amérique centrale et des Caraïbes | Barranquilla | 1er août 2018   |
| 10 000 mètres marche | Sandra Arenas   | Colombie | 42 min 2 s 99   | Championnats ibéro-américains            | Trujillo     | 25 août 2018    |

| Épreuve         | Athlète             | Nation | Performance | Compétition                    | Lieu               | Date            |
| --------------- | ------------------- | ------ | ----------- | ------------------------------ | ------------------ | --------------- |
| 60 mètres haies | Gabriel Constantino | Brésil | 7 s 60      |                                | São Caetano do Sul | 17 janvier 2018 |
| Lancer du poids | Darlan Romani       | Brésil | 21,37 m     | Championnats du monde en salle | Birmingham         | 3 mars 2018     |

#### Océanie
| Épreuve              | Athlète          | Nation           | Performance   | Compétition                                      | Lieu                | Date            |
| -------------------- | ---------------- | ---------------- | ------------- | ------------------------------------------------ | ------------------- | --------------- |
| 800 mètres           | Joseph Deng      | Australie        | 1 min 44 s 21 | Meeting Herculis                                 | Monaco              | 20 juillet 2018 |
| 10 kilomètres        | Jake Robertson   | Nouvelle-Zélande | 27 min 28 s   | New Orleans Crescent City Classic                | La Nouvelle-Orléans | 1er avril 2018  |
| Saut en hauteur      | Brandon Starc    | Australie        | 2,36 m        | International Hochsprung-Meeting                 | Eberstadt           | 26 août 2018    |
| Lancer du poids      | Tomas Walsh      | Nouvelle-Zélande | 22,67 m       | Sir Graeme Douglas International Track Challenge | Auckland            | 25 mars 2018    |
| 1 500 mètres         | Linden Hall      | Australie        | 4 min 0 s 86  | Eugene Prefontaine Classic                       | Eugene              | 26 mai 2018     |
| Mile                 | Linden Hall      | Australie        | 4 min 21 s 40 | London Grand Prix                                | Londres             | 22 juillet 2018 |
| Saut à la perche     | Eliza McCartney  | Nouvelle-Zélande | 4,94 m        | Jockgrim Stabhochsprung-Meeting                  | Jockgrim            | 17 juillet 2018 |
| Lancer du javelot    | Kathryn Mitchell | Australie        | 68,92 m       | Jeux du Commonwealth                             | Gold Coast          | 11 avril 2018   |
| 50 kilomètres marche | Claire Tallent   | Australie        | 4 min 9 s 33  | Championnats du monde de marche par équipes      | Taicang             | 5 mai 2018      |

| Épreuve          | Athlète         | Nation           | Performance | Compétition                    | Lieu       | Date            |
| ---------------- | --------------- | ---------------- | ----------- | ------------------------------ | ---------- | --------------- |
| 400 mètres       | Steven Solomon  | Australie        | 45 s 44     | Championnats ACC en salle      | Clemson    | 23 février 2018 |
| Lancer du poids  | Tomas Walsh     | Nouvelle-Zélande | 22,31 m     | Championnats du monde en salle | Birmingham | 3 mars 2018     |
| Saut à la perche | Eliza McCartney | Nouvelle-Zélande | 4,75 m      | Championnats du monde en salle | Birmingham | 3 mars 2018     |

## Récompenses

### Hommes
| Prix                        | Gagnant          |
| --------------------------- | ---------------- |
| Athlète de l'année IAAF     | Eliud Kipchoge   |
| Espoir de l'année IAAF      | Armand Duplantis |
| Athlète européen de l'année | Kevin Mayer      |
| Espoir européen de l'année  | Armand Duplantis |
| The Bowerman                | Michael Norman   |

### Femmes
| Prix                        | Gagnante          |
| --------------------------- | ----------------- |
| Athlète de l'année IAAF     | Caterine Ibargüen |
| Espoir de l'année IAAF      | Sydney McLaughlin |
| Athlète européen de l'année | Dina Asher-Smith  |
| Espoir européen de l'année  | Elvira Herman     |
| The Bowerman                | Keturah Orji      |

## Bilans annuels

### En plein air

#### Femmes
| Épreuve              | Athlète                                                                | Nation                    | Performance                           | Lieu          | Date                   |
| -------------------- | ---------------------------------------------------------------------- | ------------------------- | ------------------------------------- | ------------- | ---------------------- |
| 100 m                | Marie-Josée Ta Lou Dina Asher-Smith                                    | Côte d'Ivoire Royaume-Uni | 10 s 85 (+1,5 m/s) 10 s 85 (+0,0 m/s) | Doha Berlin   | 4 mai 2018 7 août 2018 |
| 200 m                | Dina Asher-Smith                                                       | Royaume-Uni               | 21 s 89 (+0,2 m/s)                    | Berlin        | 11 août 2018           |
| 400 m                | Shaunae Miller-Uibo                                                    | Bahamas                   | 48 s 97                               | Monaco        | 20 juillet 2018        |
| 800 m                | Caster Semenya                                                         | Afrique du Sud            | 1 min 54 s 25                         | Paris         | 30 juin 2018           |
| 1 500 m              | Genzebe Dibaba                                                         | Éthiopie                  | 3 min 56 s 68                         | Chorzów       | 8 juin 2018            |
| Mile                 | Sifan Hassan                                                           | Pays-Bas                  | 4 min 14 s 71                         | Londres       | 22 juillet 2018        |
| 5 000 m              | Hellen Obiri                                                           | Kenya                     | 14 min 21 s 75                        | Rabat         | 13 juillet 2018        |
| 10 000 m             | Pauline Kamulu                                                         | Kenya                     | 30 min 41 s 85                        | Fukagawa      | 11 juillet 2018        |
| 10 km (route)        | Caroline Chepkoech Kipkirui                                            | Kenya                     | 30 min 19 s                           | Prague        | 8 septembre 2018       |
| 20 km (route)        | Damaris Muthee Mutua                                                   | Bahreïn                   | 1 h 08 min 28 s                       | Marrakech     | 7 octobre 2018         |
| Semi-marathon        | Fancy Chemutai                                                         | Kenya                     | 1 h 04 min 52 s                       | Ras el Khaïma | 9 février 2018         |
| Marathon             | Gladys Cherono                                                         | Kenya                     | 2 h 18 min 11 s                       | Berlin        | 16 septembre 2018      |
| 3 000 mètres steeple | Beatrice Chepkoech                                                     | Kenya                     | 8 min 44 s 32                         | Monaco        | 20 juillet 2018        |
| 100 mètres haies     | Kendra Harrison                                                        | États-Unis                | 12 s 36 (+0,6 m/s)                    | Londres       | 22 juillet 2018        |
| 400 mètres haies     | Sydney McLaughlin                                                      | États-Unis                | 52 s 75                               | Knoxville     | 13 mai 2018            |
| Saut en hauteur      | Mariya Lasitskene                                                      | Athlète neutre autorisé   | 2,04 m                                | Paris         | 30 juin 2018           |
| Saut à la perche     | Sandi Morris                                                           | États-Unis                | 4,95 m                                | Greenville    | 27 juillet 2018        |
| Saut en longueur     | Lorraine Ugen                                                          | Royaume-Uni               | 7,05 m (+1,2 m/s)                     | Birmingham    | 1er juillet 2018       |
| Triple saut          | Caterine Ibargüen                                                      | Colombie                  | 14,96 m (+0,1 m/s)                    | Rabat         | 13 juillet 2018        |
| Lancer du poids      | Gong Lijiao                                                            | Chine                     | 20,38 m                               | Guiyang       | 17 juin 2018           |
| Lancer du disque     | Sandra Perković                                                        | Croatie                   | 71,38 m                               | Doha          | 4 mai 2018             |
| Lancer du javelot    | Kathryn Mitchell                                                       | Australie                 | 68,92 m                               | Gold Coast    | 11 avril 2018          |
| Lancer du marteau    | Anita Włodarczyk                                                       | Pologne                   | 79,59 m                               | Lublin        | 22 juillet 2018        |
| Heptathlon           | Nafissatou Thiam                                                       | Belgique                  | 6 816 points                          | Berlin        | 10 août 2018           |
| 20 km marche         | Elena Lashmanova                                                       | Russie                    | 1 h 23 min 39 s                       | Tcheboksary   | 9 juin 2018            |
| 50 km marche         | Liang Rui                                                              | Chine                     | 4 h 04 min 36 s                       | Taicang       | 5 mai 2018             |
| 4 × 100 mètres       | Asha Philip Imani-Lara Lansiquot Bianca Williams Dina Asher-Smith      | Royaume-Uni               | 41 s 88                               | Berlin        | 12 août 2018           |
| 4 × 400 mètres       | Christine Day Anastasia Le-Roy Janieve Russell Stephenie Ann McPherson | Jamaïque                  | 3 min 24 s 00                         | Gold Coast    | 14 avril 2018          |

#### Hommes
| Épreuve              | Athlète                                                           | Nation                  | Performance        | Lieu            | Date              |
| -------------------- | ----------------------------------------------------------------- | ----------------------- | ------------------ | --------------- | ----------------- |
| 100 m                | Christian Coleman                                                 | États-Unis              | 9 s 79 (-0,3 m/s)  | Bruxelles       | 31 août 2018      |
| 200 m                | Noah Lyles                                                        | États-Unis              | 19 s 65 (+0,9 m/s) | Monaco          | 20 juillet 2018   |
| 400 m                | Michael Norman                                                    | États-Unis              | 43 s 61            | Eugene          | 8 juin 2018       |
| 800 m                | Emmanuel Korir                                                    | Kenya                   | 1 min 42 s 05      | Londres         | 22 juillet 2018   |
| 1 500 m              | Timothy Cheruiyot                                                 | Kenya                   | 3 min 28 s 41      | Monaco          | 20 juillet 2018   |
| Mile                 | Timothy Cheruiyot                                                 | Kenya                   | 3 min 49 s 87      | Eugene          | 26 mai 2018       |
| 5 000 m              | Selemon Barega                                                    | Éthiopie                | 12 min 43 s 02     | Bruxelles       | 31 août 2018      |
| 10 000 m             | Stanley Mburu                                                     | Kenya                   | 27 min 13 s 01     | Yokohama        | 10 novembre 2018  |
| 10 km (route)        | Rhonex Kipruto                                                    | Kenya                   | 26 min 46 s        | Prague          | 8 septembre 2018  |
| 20 km (route)        | Samuel Tsegay                                                     | Érythrée                | 58 min 21 s        | Paris           | 14 octobre 2018   |
| Semi-marathon        | Jemal Yimer Mekonnen                                              | Éthiopie                | 58 min 33 s        | Valence         | 28 octobre 2018   |
| Marathon             | Eliud Kipchoge                                                    | Kenya                   | 2 h 01 min 39 s    | Berlin          | 16 septembre 2018 |
| 3 000 mètres steeple | Soufiane el-Bakkali                                               | Maroc                   | 7 min 58 s 15      | Monaco          | 20 juillet 2018   |
| 100 mètres haies     | Sergueï Choubenkov                                                | Athlète neutre autorisé | 12 s 92 (+0,6 m/s) | Székesfehérvár  | 2 juillet 2018    |
| 400 mètres haies     | Abderrahman Samba                                                 | Qatar                   | 46 s 98            | Paris           | 30 juin 2018      |
| Saut en hauteur      | Mutaz Essa Barshim                                                | Qatar                   | 2,40 m             | Doha            | 4 mai 2018        |
| Saut à la perche     | Armand Duplantis                                                  | Suède                   | 6,05 m             | Berlin          | 12 août 2018      |
| Saut en longueur     | Juan Miguel Echevarría                                            | Cuba                    | 8,68 m (+1,7 m/s)  | Bad Langensalza | 30 juin 2018      |
| Triple saut          | Pedro Pablo Pichardo                                              | Portugal                | 17,95 m (+0,6 m/s) | Doha            | 4 mai 2018        |
| Lancer du poids      | Tomas Walsh                                                       | Nouvelle-Zélande        | 22,67 m            | Auckland        | 25 mars 2018      |
| Lancer du disque     | Daniel Ståhl                                                      | Suède                   | 69,72 m            | Eskilstuna      | 26 août 2018      |
| Lancer du javelot    | Johannes Vetter                                                   | Allemagne               | 92,70 m            | Leiria          | 11 mars 2018      |
| Lancer du marteau    | Wojciech Nowicki                                                  | Pologne                 | 81,85 m            | Székesfehérvár  | 2 juillet 2018    |
| Décathlon            | Kevin Mayer                                                       | France                  | 9 126 points       | Talence         | 16 septembre 2018 |
| 20 km marche         | Sergey Shirobokov                                                 | Russie                  | 1 h 17 min 25 s    | Tcheboksary     | 9 juin 2018       |
| 50 km marche         | Tomohiro Noda                                                     | Japon                   | 3 h 39 min 47 s    | Takahata        | 28 octobre 2018   |
| 4 × 100 mètres       | Chijindu Ujah Zharnel Hughes Adam Gemili Nethaneel Mitchell-Blake | Royaume-Uni             | 37 s 61            | Londres         | 22 juillet 2018   |
| 4 × 400 mètres       | Ricky Morgan Rai Benjamin Zachary Shinnick Michael Norman         | États-Unis              | 2 min 59 s 00      | Eugene          | 8 juin 2018       |

### En salle

#### Femmes
| Épreuve          | Athlète                                                       | Nation                  | Performance    | Lieu            | Date            |
| ---------------- | ------------------------------------------------------------- | ----------------------- | -------------- | --------------- | --------------- |
| 60 m             | Murielle Ahouré                                               | Côte d'Ivoire           | 6 s 97         | Birmingham      | 2 mars 2018     |
| 200 m            | Gabrielle Thomas                                              | États-Unis              | 22 s 38        | College Station | 10 mars 2018    |
| 400 m            | Kendall Ellis                                                 | États-Unis              | 50 s 34        | College Station | 10 mars 2018    |
| 800 m            | Francine Niyonsaba                                            | Burundi                 | 1 min 58 s 31  | Birmingham      | 4 mars 2018     |
| 1 500 m          | Genzebe Dibaba                                                | Éthiopie                | 3 min 57 s 45  | Karlsruhe       | 3 février 2018  |
| 5 000 m          | Emily Sisson                                                  | États-Unis              | 15 min 13 s 76 | Boston          | 25 février 2018 |
| 60 m haies       | Sharika Nelvis                                                | États-Unis              | 7 s 70         | Albuquerque     | 18 février 2018 |
| Saut en hauteur  | Mariya Lasitskene                                             | Athlète neutre autorisé | 2,04 m         | Volgograd       | 27 janvier 2018 |
| Saut à la perche | Sandi Morris                                                  | États-Unis              | 4,95 m         | Birmingham      | 3 mars 2018     |
| Saut en longueur | Ivana Španović                                                | Serbie                  | 66,96 m        | Birmingham      | 4 mars 2018     |
| Triple saut      | Yulimar Rojas                                                 | Venezuela               | 14,63 m        | Birmingham      | 3 mars 2018     |
| Lancer du poids  | Anita Márton                                                  | Hongrie                 | 19,62 m        | Birmingham      | 2 mars 2018     |
| Pentathlon       | Erica Bougard                                                 | États-Unis              | 4 760 points   | Albuquerque     | 16 février 2018 |
| 3 000 m marche   | Antonella Palmisano                                           | Italie                  | 11 min 55 s 30 | Ancône          | 17 février 2018 |
| Relais 4 × 200 m | Kyra Jefferson Deajah Stevens Daina Harper Asha Ruth          | États-Unis              | 1 min 32 s 67  | New York        | 27 janvier 2018 |
| Relais 4 × 400 m | Quanera Hayes Georganne Moline Shakima Wimbley Courtney Okolo | États-Unis              | 3 min 23 s 85  | Birmingham      | 4 mars 2018     |

#### Hommes
| Épreuve          | Athlète                                                   | Nation            | Performance    | Lieu             | Date             |
| ---------------- | --------------------------------------------------------- | ----------------- | -------------- | ---------------- | ---------------- |
| 60 m             | Christian Coleman                                         | États-Unis        | 6 s 34         | Albuquerque      | 18 février 2018  |
| 200 m            | Elijah Hall-Thompson                                      | États-Unis        | 20 s 02        | College Station  | 10 mars 2018     |
| 400 m            | Michael Norman                                            | États-Unis        | 44 s 52        | College Station  | 10 mars 2018     |
| 800 m            | Emmanuel Korir                                            | Kenya             | 1 min 44 s 21  | New York         | 3 février 2018   |
| 1 500 m          | Edward Cheserek                                           | Kenya             | 3 min 33 s 76  | Boston           | 9 février 2018   |
| 5 000 m          | Yevgeniy Rybakov                                          | Russie            | 13 min 47 s 22 | Moscou           | 14 février 2018  |
| 60 m haies       | Grant Holloway                                            | États-Unis        | 7 s 42         | Clemson          | 9 février 2018   |
| Saut en hauteur  | Mutaz Essa Barshim                                        | Qatar             | 2,38 m         | Téhéran          | 1er février 2018 |
| Saut à la perche | Sam Kendricks Renaud Lavillenie                           | États-Unis France | 5,93 m         | Clermont-Ferrand | 25 février 2018  |
| Saut en longueur | Juan Miguel Echevarría                                    | Cuba              | 8,46 m         | Birmingham       | 2 mars 2018      |
| Triple saut      | Will Claye                                                | États-Unis        | 17,43 m        | Birmingham       | 3 mars 2018      |
| Lancer du poids  | Tomas Walsh                                               | Nouvelle-Zélande  | 22,31 m        | Birmingham       | 3 mars 2018      |
| Heptathlon       | Kevin Mayer                                               | France            | 6 348 points   | Birmingham       | 3 mars 2018      |
| 3 000 m marche   | Tom Bosworth                                              | Royaume-Uni       | 10 min 30 s 28 | Glasgow          | 25 février 2018  |
| Relais 4 × 200 m | Collin King Kevaughn Rattray Jermaine Brown Andre Clark   | Jamaïque          | 1 min 25 s 63  | New York         | 25 janvier 2018  |
| Relais 4 × 400 m | Zachary Shinnick Rai Benjamin Ricky Morgan Michael Norman | États-Unis        | 3 min 00 s 77  | College Station  | 10 mars 2018     |

## Décès

### Janvier
- 6 janvier : Horace Ashenfelter, coureur de steeple américain.
- 10 janvier : Étienne Bally, sprinteur français.
- 11 janvier : Gene Cole, coureur de demi-fond américain.
- 13 janvier : Sergiy Yanenko, coureur de fond et d'ultrafond ukrainien[7].
- 17 janvier : Jerzy Gros (en), coureur de fond polonais.
- 27 janvier : Michel Montgermont, hurdleur français.
- 30 janvier : Clyde Scott, hurdleur américain.
- 31 janvier : Piet Bleeker (en), coureur de fond néerlandais.

### Février
- 1er février : Clifford Bourland, coureur de demi-fond américain.
- 8 février : Jarrod Bannister, lanceur de javelot australien.
- 16 février : Osvaldo Suárez, coureur de fond argentin.
- 17 février : Gerald Weiß (en), lanceur de javelot allemand.
- 19 février :
  - Hernán Alzamora (en), hurdleur péruvien.
  - Sergey Litvinov, lanceur de marteau soviétique.

### Mars
- 3 mars : Roger Bannister, coureur de demi-fond britannique, à 88 ans[8].
- 9 mars : Jacques Nys, lanceur de disque français, à 74 ans[9].
- 10 mars : Peter Allday (en), lancer de marteau britannique, à 90 ans[10]
- 16 mars : Guy Cury, hurdleur français, à 87 ans[11].
- 19 mars : Irina Beglyakova, lanceuse de disque soviétique, à 85 ans[12].
- 24 mars : Bill Lucas (en), coureur de fond britannique, à 101 ans[13].
- 30 mars : Pierre Colnard, lanceur de poids français, à 89 ans[14].

### Avril
- 11 avril : Robert Matthews (athlète) (en), coureur de demi-fond et de fond handisport, à 56 ans[15].
- 16 avril : Rein Tölp (en), coureur de demi-fond estonien, à 76 ans[16].
- 25 avril : Bill Brown (athlète) (en), coureur de demi-fond américain, à 92 ans[17].
- 28 avril : Bruce Tulloh, coureur de fond britannique, à 82 ans[18].

### Mai
- 1er mai : Arthur Barnard, hurdleur américain, à 89 ans[19].
- 11 mai : Bengt Nilsson, sauteur en hauteur suédois, à 84 ans[20].
- 17 mai : Tom Von Ruden (en), coureur de demi-fond américain, à 73 ans[21].
- 20 mai : Jaroslav Brabec, lanceur de poids tchécoslovaque, à 68 ans[22].
- 23 mai :
  - Yuriy Kutsenko, combinard soviétique, à 66 ans[23].
  - László Tábori, coureur de demi-fond hongrois, à 86 ans[24].
- 28 mai : Dick Quax, coureur de fond néo-zélandais, à 70 ans[25].
- 30 mai : Ray Weinberg (en), hurdleur australien, à 91 ans[26].

### Juin
- 4 juin : Aleksey Desyatchikov (en), coureur de fond soviétique, à 85 ans[27].
- 5 juin : Jānis Bojārs, lanceur de poids soviétique, à 62 ans[28].
- 16 juin :
  - Don Ritchie, coureur d'ultrafond britannique, à 73 ans[29].
  - Victor Shabangu (en), sauteur en longueur swazi, à 48 ans[30].
- 18 juin : Graham Davy (en), sprinteur néo-zélandais, à 81 ans[31].
- 27 juin : Paola Paternoster (en), lanceuse de disque et de javelot italienne, à 82 ans[32].
- 29 juin :
  - Jacques Madubost, sauteur en hauteur français, à 74 ans[33].
  - Irena Szewińska, sprinteuse, coureuse de demi-fond et sauteuse en longueur polonaise, à 72 ans[34].

### Juillet
- 9 juillet : Finnbjörn Þorvaldsson (en), sprinteur islandais, à 94 ans[35].
- 10 juillet :
  - Kebede Balcha, coureur de fond éthiopien, à 66 ans[36].
  - Mien Schopman-Klaver (en), sprinteuse néerlandaise, à 107 ans[37].
- 11 juillet : Lindy Remigino, sprinteur américain, à 87 ans[38].
- 18 juillet : Pedro Pérez, triple-sauteur cubain, à 66 ans[39].
- 26 juillet : Giorgos Katsibardis (en), sprinteur grec, à 79 ans[40].

### Août
- 8 août : Nicholas Bett, hurdleur kényan, à 28 ans[41].
- 12 août : Willy Rasmussen (en), lanceur de javelot norvégien, à 80 ans[42].
- 16 août : Warwick Selvey (en), lanceur de poids et de disque australien, à 78 ans[43].
- 19 août : Darrow Hooper, lanceur de poids américain, à 86 ans[44].
- 21 août : John van Reenen, lanceur de disque sud-africain, à 71 ans[45].
- 25 août : Art Bragg, sprinteur américain, à 87 ans[46].

### Septembre
- 3 septembre : Paul Koech, coureur de fond kényan, à 49 ans[47].
- 6 septembre : Diane Leather, coureuse de demi-fond britannique, à 85 ans[48].
- 11 septembre : Charlene Todman (en), lanceur de javelot australienne, à 86 ans[49].
- 14 septembre : Ruth Dowman (en), sprinteuse et sauteuse en longueur néo-zélandaise, à 88 ans[50].
- 28 septembre :
  - Ippolito Giani, sprinteur italien, à 77 ans[51].
  - Juris Silovs, sprinteur soviétique, à 68 ans[52].